# Renosteria albanensis
Renosteria albanensis är en insektsart som beskrevs av Pieter D. Theron 1984. Renosteria albanensis ingår i släktet Renosteria och familjen dvärgstritar. Inga underarter finns listade i Catalogue of Life.